# Tuliczów
Tuliczów – wieś na Ukrainie, w obwodzie wołyńskim, w rejonie kowelskim. W 2001 roku liczyła 368 mieszkańców.
Do 2020 w rejonie turzyskim.

## Historia
W 1862 r. Tuliczów odwiedził Oskar Kolberg przebywając u ziemiańskiej rodziny Dobrowolskich.